# Подлєсно-Мордовський Юрткуль
Подлєсно-Мордовський Юрткуль (рос. Подлесно-Мордовский Юрткуль) — присілок в Старомайнському районі Ульяновської області Російської Федерації.
Населення становить 21 особу. Входить до складу муніципального утворення Матвеєвське сільське поселення.

## Історія
Від 2004 року входить до складу муніципального утворення Матвеєвське сільське поселення.

## Населення
| 2010 |
| ---- |
| 21   |